# Pilea laevicaulis
Pilea laevicaulis es una especie de planta del género Pilea, perteneciente a la familia Urticaceae.

## Taxonomía
Pilea laevicaulis fue descrita por Hugh Algernon Weddell en 1854.

## Distribución
Se encuentra en el territorio de Mauricio.